# Зорге (Гарц)
Зорге (нем. Sorge — «забота») — деревня в Германии, в земле Саксония-Анхальт. Входит в состав города Обергарц-ам-Брокен района Гарц.
Население составляет 81 человек на 26 января 2022 года. Занимает площадь 5,92 км².
До 31 декабря 2009 года Зорге имела статус общины (коммуны). 1 января была объединена с соседними населёнными пунктами, образовав новый город Обергарц-ам-Брокен.